# Dzień Niepodległości (film)
Dzień Niepodległości (ang. Independence Day) – fantastycznonaukowy film produkcji amerykańskiej, wyreżyserowany przez Rolanda Emmericha; zdobywca Nagrody Akademii Filmowej za efekty wizualne. Kontynuacją filmu jest Dzień Niepodległości: Odrodzenie z 2016 roku.

## Fabuła
Film rozgrywa się w 1996 roku. Skupia on historię kilku ludzi z odległych części USA, czego powodem są dramatyczne dla ludzkości wydarzenia. Drugiego lipca, dwa dni przed amerykańskim świętem narodowym – Dniem Niepodległości – naukowcy odkrywają gigantyczny obiekt. Początkowo uważa się, iż jest to anomalia Księżyca (gdyż ten zlokalizowano bardzo blisko niego), jednak sytuacja zmienia się po odkryciu, że ów obiekt zwalnia. Podczas gdy główna bryła wchodzi na orbitę Ziemi, odłącza się od niej kilkanaście mierzących około 25 km średnicy spodków, które wkrótce zmierzają nad największe na świecie skupiska ludzi.
Tu pojawiają się osoby, których historia jest w filmie przedstawiana: Podczas gdy nieziemski obiekt wchodzi w orbitę planety, dochodzi do zniszczenia kilkudziesięciu satelitów, a to prowadzi do problemów z odbiorem telewizji. Problemem ma zająć się David Levinson, jednak w krótkim czasie odkrywa powoli zanikający sygnał, który nie jest żadnym ze znanych ludzkości. Pojawia się obawa, że sygnał jest przekazywanym do wszystkich statków kosmicznych „odliczaniem”, a satelity są „przekaźnikiem” sygnału. Levinson postanawia poinformować o tym swoją byłą żonę, pracującą w Białym Domu, ażeby ta poinformowała o tym prezydenta. Poprzez motłoch i dzięki żonie Levinsonowi udaje się wejść do środka i spotkać sam na sam z prezydentem. Ten, pomimo waśni z byłym mężem doradczyni, wierzy mu i postanawia ogłosić masową ewakuację z trzech miast, nad którymi znajdują się ogromne obiekty – Los Angeles, Nowego Jorku oraz Waszyngtonu. Po drugiej stronie Ameryki młody, aspirujący do bycia astronautą pilot wojskowy Steven Hiller zostaje cofnięty z przepustki i skierowany do swej bazy, gdzie ma oczekiwać na ewentualny sygnał do ataku na statek obcych. Mieszkający z tancerką erotyczną (będącą jego dziewczyną) i jej kilkuletnim synem, nakazuje im wyjechać z miasta, a w razie czego przyjechać do jego bazy. Inna historia kreuje się w stanie Nevada, na pustkowiu, gdzie mieszka weteran wojny w Wietnamie, były pilot Russell Casse. Ojciec trójki dzieci, który z powodu alkoholizmu ma problemy z pracą (swoim starym samolotem opryskuje pola uprawne, często jednak myląc tereny, które ma polewać), ma jeszcze jeden problem. Często jest wyśmiewany z powodu urojeń (które, jak się okazuje, wcale owymi nie były) – dziesięć lat temu kosmici mieliby go porwać i przeprowadzać na nim eksperymenty, szukając słabych stron ciała człowieka. Myślano o tym jako o skutkach wojny w Wietnamie, jednak gdy dochodzi do ataku kosmitów, jego urojenia okazują się prawdą.
W nocy z 2 na 3 lipca dochodzi do katastroficznego ataku, w którym zniszczone zostają duże powierzchnie największych miast na świecie. Całe zło dokonane przez obcych widać dopiero po wschodzie słońca, kiedy to w pełni można zobaczyć zgliszcza, w miejscu których znajdowały się kiedyś wielkie metropolie. Ludzie próbują kontratakować, jednak w konfrontacji z o wiele wyższą technologią obcych, ludzkie armie nie mają żadnych szans.
W ostatniej chwili z Waszyngtonu prezydenckim samolotem Air Force One udaje się uciec prezydentowi. Wraz z nim na pokładzie Air Force One są także doradcy oraz człowiek, który ostrzegł wszystkich przed atakiem – David Levinson wraz z jego ojcem. Gdy prezydent i jego specjaliści próbują znaleźć pomysł na to, jak pokonać technologię obcych, szef CIA, Albert Nimziki informuje, że Strefa 51 jest czymś o wiele głębszym, aniżeli tylko obiektem badań nad technologiami wojskowymi... Ten sam kierunek obejmuje także pilot Steven Hiller, który po nieudanym kontrataku, wraz z drugim myśliwcem pilotowanym przez jego przyjaciela kapitana Jimmy’ego Wildera, jest ścigany przez dwa małe statki obcych. W pościgu ginie jego przyjaciel, zostaje zniszczony także jeden ze małych statków obcych. Drugi zostaje poważnie uszkodzony w wyniku pomysłu Hillera, który katapultuje się, rozbija swój myśliwiec w kanionie, a przez to powoduje, że obcy nie widzi zagrożenia. Statek ociera się o skały i uderza w ziemię. Hiller wyciąga ze statku ciało obcego i na spadochronie ciągnie go do leżącej niedaleko Strefy 51. Po drodze spotyka trzeciego z głównych bohaterów – Russella Casse'a, który wraz z pokaźną gromadą innych uciekinierów jedzie w stronę tej właśnie bazy wojskowej, szukając schronienia. Casse pomaga mu w transporcie ciała obcego.
Od tego momentu – dotarcia do Strefy 51 trzech głównych bohaterów – cała akcja skupia się na ich wspólnych wysiłkach. Wszyscy próbują znaleźć sposób na zniszczenie statków obcych, które niszczą trzy kolejne miasta w Stanach Zjednoczonych. Pomocą są tutaj trzy ciała obcych i statek, który rozbił się w Roswell kilkadziesiąt lat wcześniej, a także żywy obcy, którego przywieźli Hiller i Casse. W trakcie badań obcy okazuje się sprawny i zabija naukowców badających go, a za pomocą sposobu komunikacji (telepatii) niejako objaśnia obserwującemu całość prezydentowi USA, że ich celem jest zagłada ludzkości i przejęcie kontroli nad ziemskimi złożami. Prezydent postanawia wykorzystać w walce broń atomową, ale nawet ta nie jest w stanie pokonać potężnego pola siłowego chroniącego konstrukcje napastników. Impulsem okazuje się pomysł na zlikwidowanie pola poprzez zainfekowanie głównego komputera obcych, znajdującego się na statku-matce na orbicie ziemi. Poza Levisonem, statkiem obcych postanawia kierować Hiller. Dolatują oni do statku-matki i „wszczepiają” wirus, a następnie za pomocą broni termojądrowej niszczą główną bazę obcych. Na Ziemi, po zlikwidowaniu pola, na statki nacierają połączone armie całego świata, jednak pomimo ogromnych sił, nie są w stanie zniszczyć wielkich konstrukcji, a jedynie zadać im niegroźne obrażenia. Po wykorzystaniu praktycznie całej amunicji, na samobójczy atak decyduje się Russell Casse, który swoim myśliwcem wlatuje w główne „działo” obcych, powodując jego samozniszczenie, a w konsekwencji zniszczenie całego statku. USA przekazało informacje o sposobie zniszczenia statku reszcie świata. Inne statki zostały zniszczone w podobny sposób.

## Obsada
- Bill Pullman – Thomas J. Whitmore, prezydent Stanów Zjednoczonych, były pilot myśliwca, weteran wojny w Zatoce Perskiej
- Will Smith  – kapitan Steven „Steve” Hiller, pilot myśliwców Korpusu Piechoty Morskiej Stanów Zjednoczonych
- Jeff Goldblum – David Levinson, absolwent MIT, zagorzały obrońca przyrody
- Judd Hirsch – Julius Levinson, ojciec Davida
- Margaret Colin(inne języki) – Constance Spano; była żona Davida, doradca prezydenta Whitmore’a
- Mary McDonnell – Marilyn Whitmore, żona prezydenta
- Vivica A. Fox – Jasmine Hiller, tancerka erotyczna, dziewczyna Steve’a
- Randy Quaid – Russell Casse, pilot, weteran z wojny wietnamskiej
- Robert Loggia – generał William Grey, Przewodniczący Połączonego Kolegium Szefów Sztabów
- James Rebhorn(inne języki) – Albert Nimziki, Sekretarz Obrony, były oficer CIA
- Harvey Fierstein – Marty Gilbert, szef Davida o specyficznym, zachrypniętym głosie
- Adam Baldwin – major Mitchell, szef ochrony w Strefie 51
- Brent Spiner – doktor Brackish Okun, główny naukowiec w Strefie 51, badacz kosmitów
- James Duval – Miguel Casse, pasierb Russella
- Lisa Jakub – Alicia Casse, córka Rusella
- Giuseppe Andrews(inne języki) – Troy Casse, najmłodszy syn Russella
- Harry Connick Jr. – kapitan Jimmy Wilder, przyjaciel Steve’a, pilot

W filmie kilkakrotnie pojawiają się obcy jako postacie. W ich przedstawienie wcielili się Gary A. Hecker i Frank Welker.

## Odbiór
Film zarobił ponad 240 mln dolarów.
Film zrecenzował Marek Oramus dla "Nowej Fantastyki" (1997/7, s. 73-75).